# Bohdíkov
Bohdíkov (deutsch Böhmisch Märzdorf) ist eine Gemeinde in Tschechien. Sie liegt sieben Kilometer nordwestlich von Šumperk und gehört zum Okres Šumperk.

## Geographie
Bohdíkov erstreckt sich im Hannsdorfer Bergland am linken Ufer der March. Nördlich erhebt sich die Raškovská bouda (801 m).
Nachbarorte sind Drozdov im Norden, Pivonín im Nordosten, Zábřeh und Nemile im Osten, Lupěné und Hněvkov im Südosten, Hynčina im Süden sowie Hoštejn im Südwesten.

### Geologie
Auf dem Gemeindegebiet befinden sich jeweils am Ost- und Westhang des Tales ein Marmorsteinbruch, wovon nur einer kontinuierlich betrieben wird. Der Bohdíkov-Marmor wurde bereits im 19. Jahrhundert zur Kalkgewinnung gebrochen und später auch in geringem Umfang als Dekorationsgestein verwendet. Die Verarbeitung als Werkstein ist wegen Störungen und Eisenoxideinlagerungen in der Lagerstätte aufwändig. Trotzdem zählt er zu den attraktiven aber wenig bekannten Materialien im Altvatergebirge. Es handelt sich um einen hell- bis dunkelgrauen, feinstkörnigen Marmor. In stratigraphischer Hinsicht gehört er zur Brannáer-Gruppe im Moravo-Silesikum.

## Geschichte
Das Dorf entstand am Übergang vom 13. zum 14. Jahrhundert im Zuge der Kolonisation der Gegend. Durch das Tal der March führte die Bernsteinstraße, eine alte Handelsverbindung zwischen Böhmen und Schlesien. Die erste urkundliche Erwähnung von Bohdíkov erfolgte 1351 als Villa Martini. Zugleich wurde auch Raškov unter dem Namen Villa Nicolae erstmals genannt. 1397 erfolgte die Ersterwähnung von Komňátka.
Aus der Urkunde Karls IV. zur Errichtung des Bistums Leitomischl von 1346 geht hervor, dass zu dieser Zeit sowohl in Bohdíkov als auch Raškov Holzkirchen gestanden waren. Seit 1374 ist die Existenz einer Burg Nový hrad belegt, welche sich in Raškov befand und den Herren von Zierotin gehörte. Zum Ende des 14. Jahrhunderts ging die Herrschaft als Pfand an Boresch von Riesenburg und Heinrich von Lazan. Um 1400 löste Nikolaus von Lobkowitz das Pfand aus. Der spätere Kaiser Sigismund belehnte 1423 Benesch von Waldstein mit der Herrschaft Nový hrad. Ab 1438 folgten ihm Bernhard von Schönberg und Georg/Jiřík Tunkl von Brníčko. Während der Zeit der Einfälle der Truppen von Matthias Corvinus um die Macht in Böhmen wurde die Burg zerstört und seit 1490 als wüst beschrieben.
1622 erhielt das Haus Liechtenstein Bohdíkov und Raškov zusammen mit der Herrschaft Ruda nad Moravou. Als 1678 die alte Kirche in Bohdíkov mitsamt dem Pfarrhaus niedergebrannt war, übernahm die Pfarre in Ruda nad Moravou die Betreuung. 1715 brach die Pest aus. Josef Johann Adam Fürst zu Liechtenstein ließ 1725 zum Gedenken daran die neue Kirche errichten, die 1836 zur Pfarrkirche erhoben wurde.
Alojzov wurde zum Ende des 18. Jahrhunderts durch Alois Fürst zu Liechtenstein als Standort der Eisenhütte Aloishütte gegründet. 1793 lebten in Böhmisch Märzdorf 682 Menschen und 1839 waren es 866. 1872 eröffnete die Firma A. Eisenstein aus Mährisch Schönberg einen Kalkbruch und 1929 kam noch ein zweiter hinzu. 1873 nahm die Eisenbahn den Verkehr auf. Nachdem 1873 die unrentabel gewordene Aloishütte abgebrannt war, ließ Johann II. Fürst zu Liechtenstein an ihrer Stelle eine Papierfabrik errichten, die Adolf Karger zuerst pachtete und dann kaufte. 1921 hatte Český Bohdíkov zusammen mit Alojzov 1109 Einwohner, davon gehörten knapp 1000 der tschechischen Volksgruppe an.
Nach dem Münchner Abkommen wurde der Ort dem Deutschen Reich zugeschlagen und gehörte bis 1945 zum Landkreis Mährisch Schönberg.
Am 17. März 1960 erfolgte der Zusammenschluss von Dolní Bohdíkov, Komňátka und Raškov zu einer Gemeinde Bohdíkov.

## Ortsgliederung
Die Gemeinde Bohdíkov besteht aus den Ortsteilen Bohdíkov (früher Český Bohdíkov, deutsch Böhmisch Märzdorf), Komňátka (Köhmet) und Raškov (Nikles). Das Gemeindegebiet gliedert sich in die Katastralbezirke Alojzov (Aloisthal), Dolní Bohdíkov (Böhmisch Märzdorf), Komňátka (Köhmet), Raškov Dvůr (früher Nový Dvůr, deutsch Nikleshof) und Raškov Ves (Dorf Nikles).

## Partnergemeinde
- Nitrianske Sučany, Slowakei, 1962

## Sehenswürdigkeiten

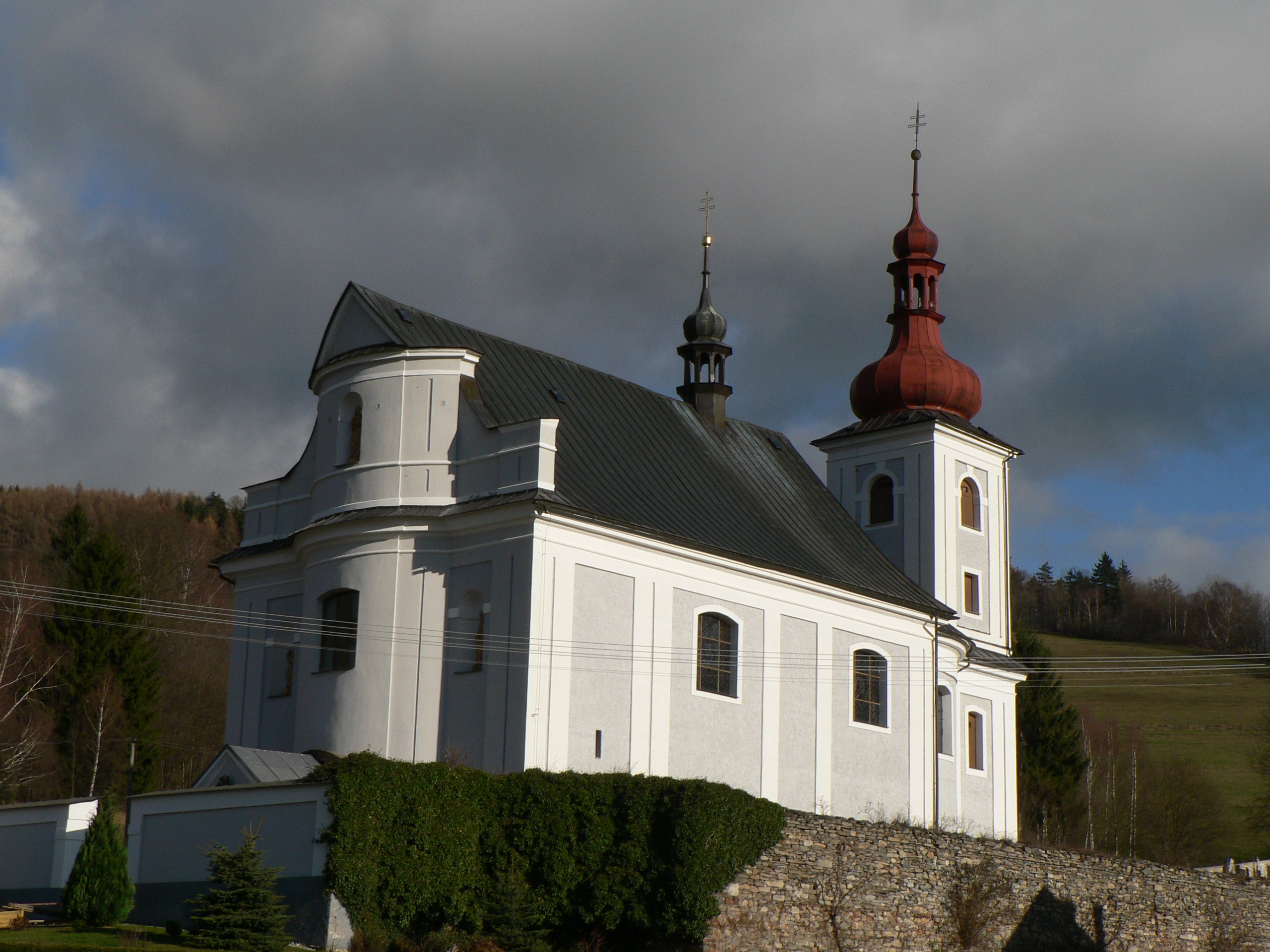
Kirche St. Peter und Paul

- barocke Kirche St. Peter und Paul in Bohdíkov, erbaut 1725
- Kirche Johannes des Täufers in Raškov Ves, vollendet 1733
- Kapelle St. Johannes und Paulus in Komňátka, errichtet 1893
- Kapelle St. Florian in Raškov Dvůr
- zwei Kalkbrüche, westlich von Bohdíkov mit dem zwischen 1941 und 1944 von der deutschen Wehrmacht errichteten Stollen Mařka
- frühere Feste Bohdíkov aus dem 16. Jahrhundert

## Persönlichkeiten
- Wilhelm Schmidt (* 1914 in Märzdorf; † 1982 in Potsdam-Babelsberg), Germanist, Slawist, Linguist und Hochschullehrer